# SN 1997cw
SN 1997cw – supernowa typu Ia-pec odkryta 27 czerwca 1997 roku w galaktyce NGC 105. Jej maksymalna jasność wynosiła 16,00m.